# Sala Polivalentă
La Sala Polivalentă es un edificio multiusos de Bucarest, capital de Rumanía. Está localizada en el Parque Tineretului, en la zona sur de la ciudad. Cuenta con una capacidad aproximada de 5,300 personas (sentadas).
La sala es frecuentemente utilizada para la realización de conciertos, eventos deportivos de interior -como voleibol o fútbol salón-, proyección de películas, exhibiciones, actos culturales o recepciones. Por ejemplo, ha albergado el Festival de Eurovisión Infantil 2006.